# フレデリック・ウェントワース (第3代ストラフォード伯爵)
第3代ストラフォード伯爵フレデリック・トマス・ウェントワース（英語: Frederick Thomas Wentworth, 3rd Earl of Strafford、1742年2月25日 ヘンベリー – 1799年8月6日 ノッティンガム）は、グレートブリテン貴族。

## 生涯
ウィリアム・ウェントワース（William Wentworth、1700年ごろ – 1776年6月16日、ピーター・ウェントワースの息子）と妻スザンナ（Susanna、旧姓スローサー（Slaughter）、ジョン・チェンバレン・スローサーの娘）の息子として、1742年2月25日にドーセットのヘンベリーで生まれ、3月20日にスターミンスター・マーシャルで洗礼を受けた。父ウィリアムは1751年4月17日にウェールズ公妃オーガスタの私室先導役（Gentleman Usher of the Privy Chamber）に任命され、1772年2月8日にオーガスタが死去するまで務めた人物であり、父方の祖父ピーター（Peter、1739年2月14日埋葬）は初代ストラフォード伯爵トマス・ウェントワースの弟で、1711年6月12日に王室の侍従に任命され、1727年に国王ジョージ1世に死去するまで務めた人物だった。
イートン・カレッジで教育を受けた後、1760年にエンサイン（歩兵少尉）として近衛歩兵第一連隊に入隊した。
1772年9月17日、シルトンでイライザ・グルド（Eliza Gould、1811年5月1日没、トマス・グルドの娘）と結婚した。
1791年3月10日に祖父の兄の息子にあたる第2代ストラフォード伯爵ウィリアム・ウェントワースが死去すると、爵位の特別残余権（special remainder）に基づきストラフォード伯爵位を継承した。
1799年8月6日にノッティンガムで死去、スターミンスター・マーシャルで埋葬された。息子がおらず、爵位はすべて廃絶した。